# Parastenocaris uncinatus
Parastenocaris uncinatus is een eenoogkreeftjessoort uit de familie van de Parastenocarididae. De wetenschappelijke naam van de soort is voor het eerst geldig gepubliceerd in 1954 door Damian & Botosaneanu.